# Zhanibek Alimjanuly
Zhanibek Alimkhanuly (Alma Ata, Kazajistán; 1 de abril de 1993), también escrito como Janibek Alimkhanuly, es un boxeador profesional kazajo que ostenta el título mundial de peso mediano de la Organización Mundial de Boxeo desde agosto de 2022. Ganó medallas de oro en el Campeonato Mundial de Boxeo Aficionado de 2013, en los Campeonatos de Asia de 2013 y en los Juegos de Asia de 2014 como amateur. Representó a Kazajistán en Juegos Olímpicos de Río de Janeiro 2016 en la categoría de peso mediano, ocupando el quinto lugar en el mismo peso.

## Primeros años
Alimjanuly comenzó en el boxeo a los seis por el amor de su padre y abuelo al deporte. Su primera pelea fue a los sies y la perdió.

## Carrera profesional

### Carrera temprana
Alimjanuly hizo su debut profesional contra Milton Núñez, anterior oponente del también kazajo Gennady Golovkin, el 29 de octubre de 2016 en su ciudad natal de Alma Ata, Kazajistán. Ganó la pelea por TKO en el primer asalto.
Antes de su pelea con Issah Samir el 21 de marzo de 2020, el mundo fue golpeado por el COVID-19. La pelea de Alimjaanuly fue canceleda pero él expresó que no era de tanta importancia y que había problemas más importantes. "Perdimos la fecha de la pelea, hay gente que perdió familia. No es fácil. Pelearemos cuando todo se calme pero nadie les regresará sus familiares. Les deseo a todos los pacientes una rápida recuperación.”
En su prueba más dura hasta ahora, Alimjaanuly enfrentó al ex-campeón de la OMB (Regular) Rob Brant como el evento coestelar de Vasyl Lomachenko vs. Masayoshi Nakatani el 26 de junio de 2021 en Paradise, Nevada. Tiró a Brant en el sexto asalto antes de conseguir una victoria por TKO por parada de la esquina en el octavo asalto.
Alimjanuly enfrentó al ex-campeón mundial de peso mediano Hassan N'Dam N'Jikam el 20 de noviembre de 2021, en la cartelera de Terence Crawford vs. Shawn Porter. Ganó la pelea por TKO en el octavo asalto. Alimjanuly estaba arriaba en las tarjetas en el momento de la detención (con tarjetas de 70–62, 70–62 y 70–61) y había tirado a N'Jikam down en el tercer asalto.

### Campeón de Peso Mediano de la OMB

#### Janibek vs. Dignum
El de 30 de noviembre de 2021, la OMB ordenó a su campeón de peso mediano Demetrius Andrade hacer su defensa titular mandatoria contra Alimkhanuly. Seis meses después, el 21 de marzo de 2022, el organismo sancionador permitió a Andrade subir de división y enfrentar a Zach Parker por el título interino de peso súper mediano, mientras le permitían seguir siendo campeón de peso mediano también. Andrade luego se retiraría de la pelea, al sufrir una lesión de hombro durante el entrenamiento. Mientras que Alimkhanuly enfrentó al invicto Danny Dignum por el título interino de peso mediano de la OMB el 21 de mayo de 2022, en el evento estelar de una cartelera de ESPN, que tomó lugar en Resorts World Event Center en Las Vegas, Nevada. Despachó a su oponente rápidamente, deteniendo a Dignum con un uppercut al final del segundo asalto. Alimkhanuly conectó 21 de sus 33 golpes de poder y 34 de 94 en total, mientras que Dignum logró conectar sólo 6 de los 45 golpes totales.
El 20 de julio de 2022, la OMB una vez más ordenó a Demetrius Andrade a defender su título contra Alimkhanuly, dándole al par 30 días para acordar términos. Andrade oficialmente dejó vacante su título de peso mediano el 30 de agosto. Alimkhanuly fue promovido a Campeón de la OMB ese mismo día.

#### Janibek vs. Bentley
Alimkhanuly está programado para hacer una defensa voluntaria de su título contra el contendiente de peso mediano #14 de la OMB Denzel Bentley. La pelea titular estelarizará una cartelera de ESPN+, que tomará lugar en un recinto por confirmar en Las Vegas, Nevada el 12 de noviembre de 2022.

## Vida personal
Alimjanuly es un ávido lector. Disfruta los libros de nutrición. También está aprendiendo inglés.

## Palmarés internacional
| Campeonato Mundial | Campeonato Mundial  | Campeonato Mundial | Campeonato Mundial |
| Año                | Lugar               | Medalla            | Categoría          |
| ------------------ | ------------------- | ------------------ | ------------------ |
| 2013               | Almaty (Kazajistán) | Medalla de oro     | 75 kg              |